# Phare de Paull
Le phare de Paull était un phare situé sur le quai du village de Paull en rive de l'estuaire Humber dans le comté du Yorkshire de l'Est en Angleterre.
Il est maintenant protégé en tant que monument classé du Royaume-Uni de Grade II.

## Histoire
En 1836, La Trinity House de Hull a construit un phare de 12 m de haut sur le quai de Paull. C'est une tour cylindrique de 14 m de haut, avec galerie et lanterne, attachée à un logement de gardien de deux étages. L'ensemble du bâtiment est peint en blanc. Désactivé en 1870, le bâtiment a été vendu en propriété privée.
Il a été remplacé par deux feux à Thorngumbald Clough et Salt End en 1870, entre le chantier naval et le village. Thorngumbald Clough Low Light, de 10 m de haut, est construit sur une structure métallique posée sur un dalle de 2 m de hauteur. Thorngumbald Clough High est une tourelle métallique peinte en blanc. Les feux de Thorngumbald ont cessé en 1948, mais ils ont été remis en service en 1952. Depuis 015 ils opèrent sous l'autorité portuaire de Hull. Les deux structures sont des bâtiments classés de grade II.
Les feux à Salt End, de l'autre côté de Paull, étaient de conception et de couleur presque identiques à celles de Thorngumbald. Ils ont été démantelés dans les années 1960 lorsque le terminal pétrolier BP à Salt End a été élargi.
Identifiant : ARLHS : ENG-099 -
|                                      |
| Thorngumbald Clough Low Light (2006) |

|                                       |
| Thorngumbald Clough High Light (2003) |

### Lien connexe
- Liste des phares en Angleterre